# シガラミン
『シガラミン』は、美川べるのによる日本のギャグ漫画作品。

## 概要
少女漫画雑誌『別冊少女フレンドDXジュリエット』（講談社）2005年3月号に初掲載。その後『別冊フレンド増刊号』『別フレ2007』『別フレ2008』など、『別冊フレンド』の増刊誌各誌に不定期連載された。単行本は全1巻。

## 登場人物
水野理菜（みずの りな）
黒髪で清楚系の女性。ボケ担当。一応高校生とされており、設定年齢は17歳。
中村英子（なかむら えいこ）
茶髪でセクシー系の女性。ボケ担当。一応高校生とされており、設定年齢は17歳。
桜井有彦（さくらい ありひこ）
理菜と英子が引っ越してきたアパートの大家の息子。現役高校生。設定年齢は16歳。ツッコミ担当。2人の奇行に気苦労が絶えず、おちょくられているが、なんだかんだで縁は切れていない。
ちなみに、彼は「本作の主人公」とされているが、影が薄い故に重要性はあまりない。

## 書誌情報
- 美川べるの『シガラミン』講談社〈KCデラックス〉、2008年8月11日発売、ISBN 978-4-06-375546-6

## 参考
巻末のおまけには、作者である美川べるのと『となりの801ちゃん』の小島アジコ、『となりの801ちゃん〜腐女子的高校生活〜』の作画担当仁、及びその担当による企画漫画と、小島と仁による寄稿イラストが載っている。また、単行本の帯にも小島が推薦文を寄せている。